# Water-polo aux Jeux olympiques d'été de 1928
Navigation
Paris 1924 Los Angeles 1932
Résultats du tournoi olympique de water-polo aux Jeux olympiques d'été de 1928 à Amsterdam.
| Podiums | Or        | Argent  | Bronze |
| Hommes  | Allemagne | Hongrie | France |

## Équipes

### Équipe d'Allemagne
Erich Rademacher, Fritz Gunst, Otto Cordes, Emil Benecke, Karl Bähre, Joachim “Aki” Rademacher, Max Amann, Johannes Blank.

### Équipe de Hongrie
István Barta, Sándor Ivády, Márton Homonnay, Alajos Keserű, Olivér Halassy, József Vértesy, Ferenc Keserű.

### Équipe de France
Paul Dujardin, Henri Padou, Jules Keignaert, Émile Bulteel, Achille Tribouillet, Henri Cuvelier, Albert Vandeplancke, Ernest Rogez, Albert Thévenon.